# Elvin Bishop
Elvin Richard Bishop, född 21 oktober 1942 i Glendale, Kalifornien, är en amerikansk blues- och rockmusiker, gitarrist och sångare. Han växte upp på en farm nära Elliott, Iowa. Familjen flyttade till Tulsa, Oklahoma då Elvin var 10 år. 1960 flyttade han till Chicago och började studera fysik vid University of Chicago.

## Biografi
Bishop träffade 1963 Paul Butterfield och började spela i dennes Paul Butterfield Blues Band. 1968 inledde han en solokarriär med mer rockinriktad musik som bland annat resulterade i en stor hit "Fooled Around and Fell in Love" 1976. Under 1980-talet blev det tyst om honom på grund av drogproblem.
1988 tecknade Bruce Iglauer på Alligator Records kontrakt med Bishop som då helt slutat med alkohol och andra droger. En serie album på Alligator under 1990-talet visade att han var att räkna med som bluesgitarrist/sångare med egna fyndiga låtar och bättre gitarrsolon än någonsin, särskilt på slidegitarr. Han har dessutom medverkat på en mängd andra bluesartisters skivor genom åren, till exempel Clifton Chenier, John Lee Hooker och Little Smokey Smothers.
Bishop bytte inför utgivningen av albumet Gettin' My Groove Back 2005, hans första studioalbum på sju år, skivbolag till Blind Pig Records.

## Diskografi
Studioalbum
- 1969 – The Elvin Bishop Group
- 1970 – Feel It!
- 1972 – Rock My Soul
- 1974 – Let It Flow
- 1975 – Juke Joint Jump
- 1975 – Struttin' My Stuff
- 1976 – Home Town Boy Makes Good!
- 1978 – Hog Heaven
- 1981 – Is You Is or Is You Ain't My Baby
- 1988 – Big Fun
- 1991 – Don't Let the Bossman Get You Down!
- 1992 – Back to Back
- 1995 – Ace in the Hole
- 1998 – The Skin I'm In
- 2004 – Party Till the Cows Come Home
- 2005 – Gettin' My Groove Back
- 2008 – The Blues Rolls On
- 2009 – Little Smokey Smothers & Elvin Bishop: Chicago Blues Buddies
- 2010 – Red Dog Speaks
- 2014 – Can't Even Do Wrong Right
- 2017 – Elvin Bishop's Big Fun Trio
- 2018 – Elvin Bishop's Big Fun Trio: Something Smells Funky 'Round Here

Livealbum
- 1977 – Raisin' Hell: Live!
- 2000 – That's My Partner
- 2001 – King Biscuit Flower Hour Presents
- 2007 – Booty Bumpin'
- 2011 – Raisin' Hell Revue
- 2011 – Live On The Legendary Rhythm & Blues Cruise

Samlingsalbum
- 1972 – The Best of Elvin Bishop: Crabshaw Rising
- 1992 – Sure Feels Good: The Best of Elvin Bishop
- 1992 – 20th Century Masters: The Millennium Collection...
- 1994 – Tulsa Shuffle: The Best of Elvin Bishop
- 1997 – The Best of Elvin Bishop
- 2004 – Extended Versions